# محمد نعيموف
محمد نعيموف (بالطاجيكية: Муҳаммад Наимов؛ مواليد 7 أغسطس 1994) هو مُقاتل فنون قتالية مختلطة طاجيكي.

## وصلات خارجية
- محمد نعيموف على موقع يو إف سي (الإنجليزية)
- محمد نعيموف على موقع شيردوغ (الإنجليزية)
- محمد نعيموف على موقع Tapology.com (الإنجليزية)